# إبراهيم الفصام
إبراهيم الفصام فنان تشكيلي سعودي (ولد في الدرعية عام 1955م). تتسم أعماله الفنية بأنها تعكس التراث الشعبي والآثار في المملكة العربية السعودية بشكل مميز وبسيط، وأقام العديد من المعارض الفنية الشخصية منها: معرض (تجربتي)، ومعرض (خطوات) عام 2019م.

## التعليم
- حصل على دبلوم تربية فنية عام 1975م (1395هـ).

## معارض فنية وأعمال
- أقام معرضه الشخصي (ترابط 3) في نوفبمر 2023م في ورد آرت جاليري في الرياض.[3]
- أقام معرضه الشخصي (ترابط 2) في أكتوبر 2022م في ورد آرت جاليري في الرياض.[4]
- أقام معرضه الشخصي (ترابط) في فبراير 2022م في جاليري نايلا في الرياض.[5]
- أقام معرضه الشخصي الخامس بعنوان (خطوات) عام 2019م في مقر الجمعية السعودية للفنون التشكيلية في الرياض.[6]
- أقام معرضه الشخصي الرابع بعنوان (تجربتي) عام 2017م في مركز الملك فهد الثقافي بالرياض، نظمته الجمعية العربية السعودية للثقافة والفنون.[7]
- اقام المعرض الشخصي الثالث تحت رعاية المجلس الوطني للثقافة والفنون والآداب بدولة الكويت والمستلهمة جميع لوحاتة من آثار دولة الكويت عام 2013م.[8]
- أقام معرضه الشخصي الثاني ضمن فعاليات اللقاء التحضيري للمؤتمر العلمي الأول لطلاب وطالبات التعليم العالي في جامعة الأميرة نوره بنت عبد الرحمن في الرياض عام 2010م.
- أقام معرضه الشخصي الأول عام 2009م (1430هـ) وتركز على آثار الجزيرة العربية في الساحة التشكيلية.[9]
- رسم أول لوحة جدارية له في الرياض عام 1407هـ.
- مثل السعودية في معرض 25 فبراير السادس عشر بمناسبة الاحتفالات بالأعياد الوطنية لدولة الكويت وتتويج الكويت عاصمة للثقافة العربية لعام 2001م.
- شارك في المعرض الجماعي الأول للفنانين التشكيليين المقام على صالة العرض العالمية في الرياض عام 1981م (1401هـ).
- شارك في معرض البينالي الدولي العاشر للرسم والطباعة المقام في المتحف الوطني للفنون التشكيلية بتايبيه عام 2001م.[10]
- شارك في معرض (شواهد على الفن) الذي نظمته وزارة الثقافة في أكتوبر 2021 بهدف توثيق تاريخ الفنون التشكيلية في السعودية.[11]

## العمل
- من الأعضاء المؤسسين لجماعة ألوان للفنون التشكيلية في الرياض عام 1422هـ.
- عمل في (مطابع الحكومة والأوراق ذات القيمة) التابعة لوزارة المالية والاقتصاد الوطني مصمماً لمدة سنتين من عام 1395هـ.
- عمل معلماً لمادة التربية الفنية في التعليم.
- عمل معلماً للتربية الفنية بمعهد العاصمة النموذجي.[12]
- عمل مديراً لإدارة الفروع ومشرفاً عاماً على أنشطة الجمعية السعودية للفنون التشكيلية (جسفت).
- عمل مستشاراً للجمعية السعودية للفنون التشكيلية (جسفت).[3]

## الجوائز
- حصل على الجائزة الأولى للمعرض السابع عشر للمقتنيات للفنون التشكيلية.
- حصل المركز الأول في مجال التصوير التشكيلي في معرض الآثار في عيون الفن الأول عام 2011م (1432هـ).
- حصل على المركز الثاني لجائزة ملتقى الجوف التشكيلي لعام 1433هـ.
- كرم من وزير الثقافة السعودي برعاية مسك للفنون في عام 1441هـ.[13]